# 雷梅迪乌斯圣母城
雷梅迪乌斯圣母城（葡萄牙語：Nossa Senhora dos Remédios）是巴西皮奥伊州的一个市镇。总面积358.364平方公里，总人口8338人，人口密度23.3人/平方公里。